# Blepharita hemileuca
Blepharita hemileuca là một loài bướm đêm trong họ Noctuidae.